# 衡阳北站
衡阳北站是一个位于湖南省衡阳市珠晖区茶山坳镇的铁路车站，建于1973年，经过铁路有京广铁路和吉衡铁路，目前为特等站，邮政编码为421006。该站为编组站，目前不办理客运营业；货运：办理整车、零担货物发到。
衡阳北站为三级三场式编组站。其中到达场设有10条股道、调车场设22条、出发场设有13条股道。除京广铁路上下行正线外，本站至衡阳站区间还有三条与湘江并行的线路，为湘桂铁路连接衡阳北站的专用联络线。